# Toyota Motor Manufacturing Czech Republic
Die Toyota Motor Manufacturing Czech Republic s.r.o., abgekürzt TMMCZ, ist ein Automobilhersteller mit Unternehmenssitz im tschechischen Ovčáry bei Kolín. Das Unternehmen wurde 2002 als Joint Venture der Automobilhersteller PSA und Toyota (mit einer Beteiligung von jeweils 50 %) gegründet. Zum 1. Januar 2021 hat Toyota das Joint-Venture-Produktionswerk vollständig übernommen und umbenannt; zuvor firmierte es als Toyota Peugeot Citroën Automobile Czech, s.r.o. (abgekürzt TPCA)

## Geschichte
Das 2002 gegründete Unternehmen nahm im Februar 2005 die Produktion auf, nachdem Investitionen in Höhe von 1,3 Mrd. Euro erfolgt waren. Rund 3000 bis 3500 Arbeitnehmer bauten in zwei Schichten die weitestgehend baugleichen Kleinwagen Citroën C1, Peugeot 107 (später abgelöst vom 108) und Toyota Aygo in jeweils gleich großen Stückzahlen. Das Werk ist nach dem Toyota-Produktionssystem ausgerichtet.
Die theoretische jährliche Produktionskapazität von 300.000 Fahrzeugen war in den Jahren 2015, 2016 und 2017 nur zu etwa zwei Dritteln ausgelastet. 99 Prozent der Produktion werden exportiert.
Ende 2018 wurde bekannt, dass PSA seine Beteiligung am Werk im Januar 2021 aufgeben werde.